# 양자 홀 효과
양자 홀 효과(quantum Hall effect)는 고전적 홀 효과와 유사한 것으로 일정한 조건에서 홀 전도율이 양자화하는 효과를 말한다. 이 때, 전도율은 다음과 같이 양자화한다.
{\displaystyle \sigma _{QHE}={\frac {1}{\rho _{QHE}}}={\frac {ne^{2}}{h}}}
이러한 현상은 주로 저온이고, 강한 자기마당이 있는 2차원 전자계에서 볼 수 있다. 여기서 {\displaystyle n}이 정수인 경우에는 정수(integer) 양자 홀 효과, 분수인 경우에는 분수(fractional) 양자 홀 효과라고 한다.

## 역사
홀 효과는 1879년 에드윈 홀(Edwin Hall)에 의해 발견되었다. 홀이 발견한 홀 효과를 양자 홀 효과와 구분하기 위해 고전적 홀 효과라고 부르기도 한다. 1978년, 클라우스 폰클리칭(Klaus von Klitzing)은 고전적 홀 효과와 다른 양자 홀 효과를 발견하였다. 고전적 홀 효과에서는 홀 전도율이 대상 물질의 전하 수송자 밀도에 비례하였는데, 양자 홀 효과에서는 홀 전도율이 대상 물질에 관계없이, 기본상수에만 관련되는 양자의 정수배로 양자화한다. 폰클리칭은 양자 홀 효과에 대한 연구로 1985년 노벨 물리학상을 수상하였다.
1982년, 대니얼 추이(Daniel Chee Tsui), 호르스트 슈퇴르머(Horst Störmer)와 아서 고서드(Arthur C. Gossard)는 분수 양자 홀 효과를 발견하였다. 이는 정수 양자 홀 효과와는 원인이 다른데, 전자 간 상호작용에서 기인한다.

## 홀 저항
2차원 전자계에서, 전자들은 2차원 평면 상에서 운동한다. 전기장 {\displaystyle \mathbf {E} }를 걸면, 전기장의 방향으로 전류가 흐른다. 이 상태에서 자기장 {\displaystyle \mathbf {B} }를 평면에 수직으로 걸면 전류는 더 이상 {\displaystyle \mathbf {E} } 방향으로만 흐르지 않는다. 따라서, 전도율 {\displaystyle \sigma }를 스칼라에서 텐서로 일반화한다.
{\displaystyle \mathbf {J} }={\displaystyle \mathbf {\sigma } }{\displaystyle \mathbf {E} }
({\displaystyle \mathbf {J} }: 전류 밀도)
평면을 {\displaystyle x,y}로 데카르트 좌표를 쓰면 다음과 같다.
{\displaystyle J_{x}=\sigma _{xx}E_{x}+\sigma _{xy}E_{y}}
{\displaystyle J_{y}=\sigma _{yx}E_{x}+\sigma _{yy}E_{y}}
등방성에 의하여, 전도율은 {\displaystyle \sigma _{xx}=\sigma _{yy}}, {\displaystyle \sigma _{xy}=-\sigma _{yx}}와 같은 성질을 가진다. 전류 밀도와 외부 전기장 {\displaystyle \mathbf {E} }의 관계식은 비저항 텐서로 나타낼 수 있다.
{\displaystyle E_{x}=\rho _{xx}J_{x}+\rho _{xy}J_{y}}
{\displaystyle E_{y}=\rho _{yx}J_{x}+\rho _{yy}J_{y}}
위의 두 식은 동일해야 하므로 아래의 관계식이 성립한다.
{\displaystyle \rho _{xx}=\rho _{yy}={\frac {\sigma _{xx}}{\sigma _{xx}^{2}+\sigma _{xy}^{2}}}}
{\displaystyle \rho _{xy}=-\rho _{yx}=-{\frac {\sigma _{xy}}{\sigma _{xx}^{2}+\sigma _{xy}^{2}}}}
위의 식에서 {\displaystyle \rho _{xx}=\rho _{yy}}를 대각 비저항(diagonal resistivity)({\displaystyle \sigma _{xx}=\sigma _{yy}}는 대각 전도율(diagonal conductivity), {\displaystyle \rho _{xy}=-\rho _{yx}}를 홀 저항율({\displaystyle \sigma _{xy}=-\sigma _{yx}}는 홀 전도율)로 정의한다. 그리고 2차원으로 표현했기 때문에 홀 저항은 홀 저항율과 같다.

## 정수 양자 홀 효과
약한 전기장에서 드루드(Drude) 이론으로 계산한 홀 비저항은
{\displaystyle \rho _{xy}={\frac {B}{n_{e}e}}}
({\displaystyle e}: 기본 전하, {\displaystyle n_{e}}: 전자 밀도)
이 된다. 이것은 일반적인 홀 효과와 같다. 하지만 저온의 2차원 전자계에 강한 자기장을 걸면 위와는 다른 현상을 관측한다.
폰클리칭은 다음 두 사실을 실험적으로 관찰하였다.
- 전자 밀도가 변하고 있는 중에도 불구하고 홀 저항율이 일정한 값을 갖는 구간이 있다. 그리고 이 때에는 대각 저항율이 사라진다.

- 홀 저항율이 변하지 않는 구간에서의 홀 저항율은 정확하게 {\displaystyle h/e^{2}}을 정수로 나눈 값이다. 즉, 홀 전도율이 {\displaystyle e^{2}/h}의 정수배의 값을 갖는 형태로 양자화된다.

이러한 현상을 정수 양자 홀 효과라고 부른다. 폰클리칭은 Si MOS 계에서 이것을 측정하였는데, 위와 같은 현상은 이러한 체계 이외에도 다른 계에서도 나타난다. GaAs-AlGaAs 이종 결합도 이러한 현상을 지닌다. 그 결합면도 2차원 전자계를 이루는데, 이러한 결합에서 자기장을 변화시키면서 홀 비저항을 측정하면, 자기장의 크기가 큰 영역에서 홀 비저항은 자기장이 커짐에 따라 계단 모양으로 증가한다.
정수 양자 홀 효과는 2차원이기 때문에 홀 비저항이 저항과 같다. 따라서 대상체의 모양에 관계없이 전류와 전압만 측정하면 실험에서 원하는 값을 측정할 수 있다. 또한 대각 저항율이 없기 때문에 홀 저항을 측정하기 위한 장치의 배열이 전류 흐름 방향에 정확하게 수직일 필요가 없다. 따라서, 정수 홀 효과에서 측정한 홀 저항 {\displaystyle h/e^{2}}를 정확하게 측정할 수 있다. 이 값은 국제 단위계(S.I.)로는 25 812.807 Ω이고, 폰 클리칭 상수라 부른다.

## 분수 양자 홀 효과
분수 양자 홀 효과(반정수 양자 홀 효과)는 GaAs을 기본으로 하는 이종결합 상에서 만들어지는 좀 더 높은 이동도(mobility)를 가지는 2차원 전자계에서 나타난다. 추이, 슈퇴르머와 고서드는 홀 비저항이 일정한 구간에서도 정수 양자 홀 효과와 달리 대각 저항율이 남아 있고, 그 위치의 홀 비저항 값도 정수 양자 효과의 {\displaystyle h/e^{2}}이 아닌, 그 값의 {\displaystyle 1/3}배와 {\displaystyle 2/3}배한 값이라는 사실을 밝혔다. 이러한 현상은 정수 양자 홀 효과의 이론으로는 설명할 수 없다. 이후, 분수 양자 홀 효과는 전자 간 상호 작용에 의해 생긴다는 것이 밝혀졌다.
처음으로 발견된 분수 양자 홀 효과의 분수 값은 {\displaystyle 1/3}과 {\displaystyle 2/3}였다. 그러나 2차원 전자계의 이동도가 높고, 온도가 낮을수록 분수 양자 홀 효과가 갖는 분수 값의 숫자는 증가한다. 실험에 따르면, 이러한 분수 값의 분모는 홀수이다.

## 같이 보기
- 홀 효과